# Ectobius lucidus
Ectobius lucidus es una especie de cucaracha del género Ectobius, familia Ectobiidae.
El ciclo de vida es bianual. Las ninfas pasan el invierno en la hojarasca. El hábitat es el borde de bosques, se lo suele encontrar en el follaje de arbustos o en la hojarasca.

## Distribución
Esta especie se encuentra en Alemania, Luxemburgo, Suiza, Checoslovaquia, Hungría, Yugoslavia, Italia, Francia, España, Portugal; se encuentra en los Estados Unidos desde los años 1990.